# Эстетическая теория (Адорно)
«Эстетическая теория» (нем. Ästhetische Theorie) – книга немецкого философа Теодора Адорно, одного из главных представителей Франкфуртской школы. Впервые была опубликована в 1970 году после смерти автора. Посвященная философии искусства, работа имеет междисциплинарный характер и сочетает в себе элементы политической философии, социологии, а также метафизики и других философских дисциплин.
«Эстетическая теория» была задумана Адорно еще в 1956 г. как книга, подводящая итог многочисленным работам по философии, литературе и теории музыки 3
Работа над текстом началась в 1961 году, однако неоднократно прерывалась, в том числе, для написания «Негативной диалектики»(1961—1966). Адорно продолжал работу над текстом вплоть до своей смерти в августе 1969 года. Тем не менее в тот момент книга находилась в финальной стадии редактуры и готовилась к печати. Опубликована посмертно в 1970.
На русском языке была опубликована в 2001 году в издательстве «Республика» (пер. А. В. Дранова).

## Содержание
Структура работы соответствует разработанному автором принципом «негативной диалектики» — теория состоит из нескольких «моделей», и каждая из них фиксирует одно из противоречий искусства. Искусство, согласно Адорно, двойственно и антиномично. В противовес гегелевской диалектике, здесь каждое из определений и его отрицание не служат ступенью к синтезу — противоречия остаются неразрешимыми, а целое «необходимо монтировать из ряда частных комплексов, равнозначных и сгруппированных концентрически, на одном уровне»[1].
Антиномия искусства: социальный факт и автономия
Центральной проблемой книги стало взаимодействие искусства и общества. Адорно выделяет две антиномичные черты искусства — его автономию и социальную значимость. Искусство способно отразить «не поддающиеся познанию непримиримые противоречия, существующие в раздираемом конфликтами мире». Социальное искусство — не искусство реализма, подражания или мимикрии, прямолинейно транслирующее те или иные реалии; искусство социально, лишь когда сущность отдельных явлений преломляются в его форме художественного произведения. В качестве социальных Адорно рассматривает отдельные направления модерна, а соцреализм, напротив, являет собой «несправедливость, которую совершает любое радостное искусство» [1].
В то же время искусство является замкнутым внутри себя единством, оно отрицает и «критикует общество самим фактом своего существования».
Антиномия Нового искусства: свобода и самоотрицание
Под Новым искусством автор подразумевает различных направлениях модерна — прежде всего сюрреализм, кубизм и экспрессионизм. Пара противоречий, свойственных данным течениям — свобода, отчуждение и самоотрицание. Искусство в эпоху модерна освободилось от необходимости следовать внеэстетическим догмам — от культовых (религиозных) и империалистических (или политических) функций, неразрывно связанных с искусством прошлых столетий и сформировало свой собственный язык. Однако отрицание традиций и «номинализм» поставили под сомнение основы художественной практики: «Отсутствие даже модифицированного теологического смысла выливается в искусстве в кризис его собственной смыслонаполненности» [1]. Отсюда — вторая сторона Нового искусства, его самоотрицание.
Антиномия произведения: форма и содержание
Структуры, составляющие произведение и определяющие его сущность — форма и содержание, являют собой единство противоположностей. Форма, согласно Адорно, есть «выпавшее в осадок содержание». Вместе с тем содержание оказывается производным от формы; форма, в свою очередь, изменяется ввиду необходимости ее соотнесения с «другим» — содержанием. В данном комплексе рассуждений Адорно снимает антиномию, утверждая, что «весы, вопреки Гегелю, склоняются в сторону формы» [1]

## Критика
«Эстетическая теория» была охарактеризована критиками как magnum opus — лучшая, наиболее амбициозная работа философа, а также как одна из влиятельнейших произведений по эстетике, созданных в XX веке[3] .